# فراکسیون امید
فراکسیون امید برآمده از لیست امید فراکسیونی وابسته به اصلاح‌طلبان ایران و یکی از فراکسیونهای دهمین دوره مجلس شورای اسلامی بود که در ۱۸ اردیبهشت ۱۳۹۵، همراه با قرائت پیش‌نویس اعلام موجودیت کرد. اعضاء اولیهٔ این فراکسیون که میثاق نامه آن را امضاء نمودند، ۱۵۸ نفر بودند.

## تشکیل فراکسیون
در ۱۸ اردیبهشت ۱۳۹۵، نخستین همایش فراکسیون امید مجلس دهم همراه با قرائت پیش‌نویس فراکسیون در مسجد سلمان فارسی نهاد ریاست جمهوری تشکیل شد. در ساعات اولیه این همایش ۱۵۸ نفر از منتخبان مجلس دهم از جمله هر ۱۸ نماینده منتخب زن راه یافته به مجلس و نمایندگان اقلیتهای مذهبی ارمنی‌های شمال و جنوب ایران در همایش مذکور حضور یافتند و به نوعی عضویت خود را در این فراکسیون اعلام کردند. در ساعات پایانی همایش نیز محمدرضا تابش، اعلام کرد که ۱۶۷ نفر از منتخبین مجلس دهم در همایش فراکسیون امید حضور یافته‌اند که به جز تعدادی از آن‌ها اکثریت میثاق نامه فراکسیون را امضا کرده‌اند.

## عضویت همه زنان مجلس دهم
در دهمین دوره مجلس شورای اسلامی در مرحله اول ۱۴ نامزد زن توانستند به عنوان منتخبین حوزه انتخابیه خود روانه مجلس دهم شوند و ۴ نامزد زن نیز در مرحله دوم انتخاب شدند، آماری که در تاریخ مجلس شورای اسلامی ایران بی‌سابقه است. شورای نگهبان چند هفته پس از انتخابات مینو خالقی یکی از راه یافتگان زن به مجلس دهم را رد صلاحیت نموده و آرای او را ابطال نمود، اما وضعیت نهایی مینو خالقی هنوز مشخص نیست. نهایتاً مجلس دهم با ۱۷ نماینده زن که ۱۴ تن از آن‌ها گرایش اصلاح طلبی و اعتدالگرایی دارند، رکورد مجالس تاریخ ایران را زده‌است که اگر مینو خالقی نیز به این جمع اضافه شود، تعداد نمایندگان زن مجلس دهم ۱۸ تن (۱۵ نماینده اصلاح طلب) خواهد بود. همراه با آغاز به کار همایش فراکسیون امید، به رهبری محمدرضا عارف، هر ۱۸ منتخب زن مجلس دهم در این همایش حضور یافته و به عضویت فراکسیون امید درآمدند.

## عضویت نمایندگان ارامنه
در نخستین همایش فراکسیون امید، ژرژیک ابرامیان، نماینده مسیحیان ارمنی جنوب و کارن خانلری، نماینده مسیحیان ارمنی شمال نیز حضور داشتند.

## هیئت رئیسه موقت
در ۲۸ اردیبهشت ۱۳۹۵ و در دومین جلسه فراکسیون امید اعضای این فراکسیون هیئت رئیسه موقت آن را انتخاب نموده و محمدرضا عارف را به ریاست فراکسیون برگزیدند. مهرداد محمدی نیز به عنوان دبیر فراکسیون امید معرفی شد. اسامی اعضای هیئت رئیسه فراکسیون امید از این قرار است:
| ردیف | نام و نام خانوادگی | سمت در شورا   | ائتلاف              | سابقه نمایندگی |
| ---- | ------------------ | ------------- | ------------------- | -------------- |
| ۱    | محمدرضا عارف       | رئیس          | بنیاد امید ایرانیان | نه             |
| ۲    | محمدرضا تابش       | نایب رئیس اول | جبهه مشارکت         | آری            |
| ۳    | الیاس حضرتی        | نایب رئیس دوم | حزب اعتماد ملی      | آری            |
| ۴    | محمدعلی وکیلی      | سخنگو         | حزب اعتدال و توسعه  | نه             |
| ۵    | غلامرضا تاجگردون   | عضو           |                     | آری            |
| ۶    | احمد مازنی         | عضو           | حزب اعتماد ملی      | نه             |
| ۷    | محمود صادقی        | عضو           |                     | نه             |
| ۸    | مصطفی کواکبیان     | عضو           | حزب مردم سالاری     | آری            |
| ۹    | علی نوبخت حقیقی    | عضو           | حزب اعتدال و توسعه  | نه             |

## هیئت رئیسه دائم
در ۳۰ تیر ۱۳۹۵ و در جلسه فراکسیون امید اعضای این فراکسیون هیئت رئیسه دایم آن را انتخاب نموده و محمدرضا عارف را به ریاست فراکسیون برگزیدند. اسامی اعضای هیئت رئیسه فراکسیون امید از این قرار است:
| ردیف | نام و نام خانوادگی | سمت در شورا   | ائتلاف              | سابقه نمایندگی |
| ---- | ------------------ | ------------- | ------------------- | -------------- |
| ۱    | محمدرضا عارف       | رئیس          | بنیاد امید ایرانیان | نه             |
| ۲    | محمدرضا تابش       | نایب رئیس اول | جبهه مشارکت         | آری            |
| ۳    | عبدالکریم حسین‌زاده | نایب رئیس دوم | کارگزاران سازندگی   | آری            |
| ۴    | بهرام پارسایی      | سخنگو         |                     | نه             |
| ۵    | محمد فیضی زنگیر    | ناظر          |                     | نه             |
| ۶    | فاطمه سعیدی        | ناظر          | کارگزاران سازندگی   | نه             |
| ۷    | محمود صادقی        | دبیر          |                     | نه             |
| ۸    | مصطفی کواکبیان     | دبیر          | حزب مردم سالاری     | آری            |
| ۹    | مسعود پزشکیان      | دبیر          |                     | آری            |

## حاشیه‌ها
در جریان مراسم تحلیف ریاست جمهوری دوازدهم مورخ ۱۴ مرداد ماه ۱۳۹۶، سلفی گرفتن برخی از اعضای فراکسیون امید با فدریکا موگرینی حاشیه ساز شداین اقدام از طرف کاربران شبکه‌های مجازی، سلفی حقارت نامیده شد، برخی رفتار نمایندگان را به دور از شان نمایندگی مجلس دانستند، همچنین برخی از اعضای فراکسیون بابت رفتار خود عذرخواهی کردند.